# Afrika-Cup 2006
Der Afrika-Cup 2006 (engl.: African Cup of Nations, franz.: Coupe d'Afrique des Nations) war die 25. Ausspielung der afrikanischen Kontinentalmeisterschaft im Fußball und fand vom 20. Januar bis zum 10. Februar zum vierten Mal nach 1959, 1974 und 1986 in Ägypten statt.
Um die Ausrichtung des Turniers bewarben sich Algerien, Libyen, die Elfenbeinküste, Gabun, Südafrika und Ägypten. Zuvor hatten auch Namibia und Senegal Interesse bekundet, sich aber letztlich nicht offiziell beworben. In der Folge zogen sich Gabun und Südafrika aus dem Vergabeprozess zurück, letztere um die Unterstützung Ägyptens bei der Bewerbung um die Fußball-Weltmeisterschaft 2010 nicht zu gefährden. Im August 2002, zwei Monate vor der Vergabe, machte Libyen einen Vorstoß und brachte eine gemeinsame Ausrichtung mit Ägypten ins Spiel, ein Vorschlag der von ägyptischer Seite allerdings abgelehnt wurde.
Das Exekutivkomitee der CAF bestimmte am 24. Oktober 2002 in Kairo Ägypten bereits im ersten Wahlgang als Ausrichter. Ägypten erhielt sieben der elf Stimmen, Libyen zwei, auf die Elfenbeinküste und Algerien entfielen je eine.
Zur Reduzierung des Teilnehmerfeldes mit der nach 2002 und 2004 bereits zum dritten Mal erreichten Rekordzahl von 51 Bewerbern auf die sechzehn Endrundenteilnehmer wurden zum ersten Mal die afrikanischen Qualifikationsgruppen zur Fußball-Weltmeisterschaft herangezogen. Die Gruppensieger qualifizierten sich für die WM-Endrunde 2006, die besten drei jeder Gruppe (mit Ausnahme von Libyen als Gruppenvierter, da Ägypten auf Rang drei ohnehin als Gastgeber qualifiziert war) für die Endrunde des Afrika-Cups 2006. Die neue Regelung, dass keine separate Qualifikationsrunde ausgespielt wurde, war auch ein Zugeständnis des afrikanischen Verbandes CAF an die afrikanischen Nationalspieler, die zum größten Teil in europäischen Fußballclubs spielen und einen überaus engen Terminkalender haben.
Letztlich qualifizierten sich folgende Mannschaften: Ägypten (Gastgeber und mit 20 Teilnahmen Rekordteilnehmer), Angola, Elfenbeinküste, Ghana, Guinea,
Kamerun, DR Kongo, Libyen, Marokko, Nigeria, Sambia, Senegal, Simbabwe, Südafrika, Togo und Tunesien (Titelverteidiger).
Gespielt wurde mit vier Gruppen zu je vier Teams. Bei Punktgleichheit zweier Mannschaften entschied in der folgenden Reihenfolge über den Tabellenplatz und das Weiterkommen: die Tordifferenz und größere Anzahl erzielter Tore aus allen Gruppenspielen, die direkten Begegnungen der betreffenden Mannschaften (größere Anzahl der Punkte, Torverhältnis, erzielte Tore), letztendlich die Fairplay-Liste (die sich aus der geringeren Anzahl von gelben und roten Karten ergibt) oder das Los. Die beiden besten Mannschaften jeder Gruppe spielten dann wie gehabt ab dem Viertelfinale im K.-o.-System den Turniersieger aus. Stand es bei den Spielen der Finalrunde nach der regulären Spielzeit von 90 Minuten unentschieden, kam es zur Verlängerung von zweimal 15 Minuten und eventuell (falls immer noch kein Sieger feststeht) zum Elfmeterschießen.
Gastgeber Ägypten nutzte seinen Heimvorteil, gewann das Turnier und wurde zum fünften Mal Afrikameister im Fußball. Damit war Ägypten alleiniger Rekordhalter des Wettbewerbs.

## Spielorte
Das dreiwöchige Turnier fand rund um das Nil-Delta statt, denn mit Kairo, Alexandria, Port Said und Ismailia befanden sich alle Spielorte im nördlichen Teil des Landes. Vom ägyptischen Organisationskomitee wurden für das kontinentale Turnier sechs Fußballstadien vorgesehen. Das Eröffnungsspiel zwischen dem Gastgeber Ägypten und Libyen und das Finale fanden im 74.100 Zuschauer fassenden Fußballstadion „Cairo International“ statt. Alle anderen Stadien waren um mehr als die Hälfte kleiner.
| Kairo |

| Alexandria |

| Ismailia |

| Port Said |

| Kairo |

| Alexandria |

| Ismailia |

| Port Said |

## Abstellungen
Die Abstellung der afrikanischen Nationalspieler für den Afrika-Cup in Ägypten war im Vorfeld der Fußball-Weltmeisterschaft 2006 für die europäischen Fußballvereine problematisch. Jedoch beharrte der afrikanische Verband weiter auf dem Zweijahres-Rhythmus des Turniers.
Sechs Fußballvereine aus der Fußball-Bundesliga mussten 2006 neun afrikanische Spieler abstellen. Sibusiso Zuma von Arminia Bielefeld wurde für Südafrika nominiert. Der Neuzugang Matthew Amoah von Borussia Dortmund fehlte ebenfalls zu Beginn der Rückrunde, da er für Ghana spielte. Der 1. FC Köln musste auf den Abwehrspieler Andrew Sinkala aus Sambia verzichten. Bei einigen Bundesliga-Vereinen fehlten gleich zwei Spieler: beim Hamburger SV (Thimothée Atouba/Kamerun, Guy Demel/Elfenbeinküste), VfL Wolfsburg (Pablo Thiam/Guinea, Hans Sarpei/Ghana) und der 1. FC Nürnberg (Jawhar Mnari, Adel Chedli/beide Tunesien). Daneben wurden von deutschen Vereinen noch George Mbwando vom SSV Jahn Regensburg für Simbabwe und Sherif Touré von SV Concordia Ihrhove für Togo nominiert.
Aus der Schweizer Super League spielten Yao Aziawonou von BSC Young Boys und aus der Challenge League Junior Yao Senaya von YF Juventus (beide für Togo) beim Afrika-Cup 2006. Aus den anderen deutschsprachigen Ländern wie Österreich, Luxemburg und Liechtenstein wurden keine Spieler abgestellt. Die meisten afrikanischen Nationalspieler stellte die französische Ligue 1 und die englische Premier League.

## Gruppenphase
Alle Uhrzeiten in MEZ

### Gruppe A
Eröffnungsfeier
Die Eröffnungsfeier fand wenige Stunden vor Beginn des Eröffnungsspiels zwischen Ägypten und Libyen im Cairo International Stadium vor 70.000 Zuschauer statt. Ein Schauspiel erzählte die Geschichte Ägyptens in kurzen Abschnitten. Hisham Abbas und Samira Saïd trugen den offiziellen Song des Afrika-Cups vor, anschließend erklärte der ägyptische Staatspräsident Husni Mubarak den Afrika-Cup 2006 für eröffnet.
| Pl. | Land           | Sp. | S | U | N | Tore    | Diff. | Punkte |
| --- | -------------- | --- | - | - | - | ------- | ----- | ------ |
| 1.  | Ägypten        | 3   | 2 | 1 | 0 | 006:100 | +5    | 07     |
| 2.  | Elfenbeinküste | 3   | 2 | 0 | 1 | 004:400 | ±0    | 06     |
| 3.  | Marokko        | 3   | 0 | 2 | 1 | 000:100 | −1    | 02     |
| 4.  | Libyen         | 3   | 0 | 1 | 2 | 001:500 | −4    | 01     |

|                                  |   |                |           |
| 20. Januar um 18:00 Uhr in Kairo |   |                |           |
| Ägypten                          | – | Libyen         | 3:0 (2:0) |
| 21. Januar um 13:00 Uhr in Kairo |   |                |           |
| Marokko                          | – | Elfenbeinküste | 0:1 (0:1) |
| 24. Januar um 16:15 Uhr in Kairo |   |                |           |
| Libyen                           | – | Elfenbeinküste | 1:2 (1:1) |
| 24. Januar um 19:00 Uhr in Kairo |   |                |           |
| Ägypten                          | – | Marokko        | 0:0       |
| 28. Januar um 18:00 Uhr in Kairo |   |                |           |
| Libyen                           | – | Marokko        | 0:0       |
| 28. Januar um 18:00 Uhr in Kairo |   |                |           |
| Ägypten                          | – | Elfenbeinküste | 3:1 (1:1) |

Ägypten startete glänzend beim Afrika-Cup. Der Gastgeber gewann das Eröffnungsspiel gegen Libyen souverän mit 3:0. Im Stadion International von Kairo verfolgten 70.000 Zuschauer die Partie. Stürmer Ahmed Hossam („Mido“) von Tottenham Hotspur traf nach vierzehn Minuten zum 1:0. Acht Minuten später konnte Mohamed Abo Treka einen direkten Freistoß für Ägypten zum 2:0 verwandeln. Das 3:0 erzielte Ahmed Hassan. Nach einem 0:0 gegen Marokko im zweiten Spiel konnte Ägypten durch einen Sieg über die bereits qualifizierten Ivorer sogar noch als Gruppenerster ins Viertelfinale einziehen.

Die Elfenbeinküste zog als erste Mannschaft ins Viertelfinale ein. Der ivorische Nationalstürmer Didier Drogba vom FC Chelsea hatte gegen Marokko (1:0) das entscheidende Tor per Foulelfmeter erzielt. Drogba brachte auch beim zweiten Spiel gegen Libyen (2:1) die Elfenbeinküste, die im Sommer erstmals bei einer WM vertreten war, in Führung. Durch eine Niederlage im abschließenden Gruppenspiel gab man noch die Tabellenführung ab.

Marokko schied ohne eigenen Torerfolg aus dem Turnier aus. Nach zwei torlosen Unentschieden und einer Niederlage zum Auftakt gegen die Elfenbeinküste musste der Finalist des Afrika-Cups von 2004 bereits nach der Vorrunde die Heimreise antreten.

Libyen gelang es nicht für eine Überraschung in der Gruppe A zu sorgen. Mit nur einem Punkt beendete man die Vorrunde und war damit bereits frühzeitig ausgeschieden.

### Gruppe B
| Pl. | Land     | Sp. | S | U | N | Tore    | Diff. | Punkte |
| --- | -------- | --- | - | - | - | ------- | ----- | ------ |
| 1.  | Kamerun  | 3   | 3 | 0 | 0 | 007:100 | +6    | 09     |
| 2.  | DR Kongo | 3   | 1 | 1 | 1 | 002:200 | ±0    | 04     |
| 3.  | Angola   | 3   | 1 | 1 | 1 | 004:500 | −1    | 04     |
| 4.  | Togo     | 3   | 0 | 0 | 3 | 002:700 | −5    | 0      |

|                                  |   |          |           |
| 21. Januar um 16:15 Uhr in Kairo |   |          |           |
| Kamerun                          | – | Angola   | 3:1 (2:1) |
| 21. Januar um 19:00 Uhr in Kairo |   |          |           |
| Togo                             | – | DR Kongo | 0:2 (0:1) |
| 25. Januar um 16:15 Uhr in Kairo |   |          |           |
| Angola                           | – | DR Kongo | 0:0       |
| 25. Januar um 19:00 Uhr in Kairo |   |          |           |
| Kamerun                          | – | Togo     | 2:0 (0:0) |
| 29. Januar um 18:00 Uhr in Kairo |   |          |           |
| Angola                           | – | Togo     | 3:2 (2:1) |
| 29. Januar um 18:00 Uhr in Kairo |   |          |           |
| Kamerun                          | – | DR Kongo | 2:0 (2:0) |

Kamerun qualifizierte sich nach zwei Spielen vorzeitig für das Viertelfinale. Der frühere Kölner Fußball-Bundesliga-Spieler Rigobert Song hat bei seinem Einsatz gegen Togo (2:0) unterdessen afrikanische Fußball-Geschichte geschrieben. Der Kapitän von Kamerun bestritt sein 25. Spiel bei einem Afrika-Cup und brach damit den Rekord von Alain Gouaméné, der als Torwart der Elfenbeinküste auf 24 Partien kam. Sehr erfolgreich bei den drei Spielen von Kamerun war der Stürmer Samuel Eto’o vom FC Barcelona, der fünf Tore erzielte (gegen Angola drei).
Kongo setzte sich nach einem Sieg (2:0 gegen Togo) und einem Unentschieden (0:0 gegen Angola) aufgrund der besseren Tordifferenz gegen den WM-Teilnehmer Angola durch und erreichte damit die Runde der letzten acht.
Angola, WM-Neuling 2006 schied nach der Gruppenphase bei dem Turnier in Ägypten aus. Die Mannschaft von Trainer Luís Oliveira Gonçalves hatte wie Kongo vier Punkte, jedoch fehlte ein Tor zum Weiterkommen. Auffälligster Spieler bei den Angolanern war der Torjäger Flávio da Silva Amado mit drei Treffern.
Togo schied mit drei Niederlagen aus. Die togoische Nationalmannschaft zeigt damit, dass nicht automatisch eine Kontinentalmeisterschaft dominieren muss, wer sich für eine Fußball-Weltmeisterschaft qualifizierte. Die Togoer zeigten eine sehr schwache Vorstellung, ihnen gelang in den ersten beiden Spielen kein Treffer, sie verloren jeweils glatt mit 0:2. Im letzten Spiel verlor die Mannschaft gegen Angola 2:3 in Kairo. Trotz der erstmaligen WM-Qualifikation entließ der Verband nach dem enttäuschenden Auftritt an der Kontinentalmeisterschaft am 13. Februar 2006 den Trainer Stephen Keshi.

### Gruppe C
| Pl. | Land      | Sp. | S | U | N | Tore    | Diff. | Punkte |
| --- | --------- | --- | - | - | - | ------- | ----- | ------ |
| 1.  | Guinea    | 3   | 3 | 0 | 0 | 007:100 | +6    | 09     |
| 2.  | Tunesien  | 3   | 2 | 0 | 1 | 006:400 | +2    | 06     |
| 3.  | Sambia    | 3   | 1 | 0 | 2 | 003:600 | −3    | 03     |
| 4.  | Südafrika | 3   | 0 | 0 | 3 | 000:500 | −5    | 0      |

|                                       |   |           |           |
| 22. Januar um 16:15 Uhr in Alexandria |   |           |           |
| Tunesien                              | – | Sambia    | 4:1 (1:1) |
| 22. Januar um 19:00 Uhr in Alexandria |   |           |           |
| Südafrika                             | – | Guinea    | 0:2 (0:0) |
| 26. Januar um 16:15 Uhr in Alexandria |   |           |           |
| Sambia                                | – | Guinea    | 1:2 (1:0) |
| 26. Januar um 19:00 Uhr in Alexandria |   |           |           |
| Tunesien                              | – | Südafrika | 2:0 (1:0) |
| 30. Januar um 18:00 Uhr in Alexandria |   |           |           |
| Tunesien                              | – | Guinea    | 0:3 (0:1) |
| 30. Januar um 18:00 Uhr in Alexandria |   |           |           |
| Sambia                                | – | Südafrika | 1:0 (0:0) |

Guinea war die Überraschungsmannschaft der Vorrunde. Die guineische Nationalmannschaft startete mit einem 2:0-Sieg gegen Südafrika und erreichte ohne Punktverlust das Viertelfinale. Ein wichtiger Spieler der Mannschaft war der Wolfsburger Fußballspieler Pablo Thiam. Im letzten Gruppenspiele gewann Guinea in Alexandria gegen WM-Teilnehmer und Titelverteidiger Tunesien hochverdient mit 3:0 (1:0). Auffälligster Spieler war der Stürmer Pascal Feindouno von der AS Saint-Étienne, der in der Vorrunde drei Tore (insgesamt vier) schoss.
Tunesien gewann die ersten beiden Spiele gegen Sambia und gegen Südafrika souverän und war als Titelverteidiger und Favorit für den Afrika-Cup 2006 schon vorzeitig für die Finalrunde qualifiziert. Bester Spieler von Tunesien war Francileudo Silva dos Santos, der mit vier Toren in der Vorrunde großen Anteil an der vorzeitigen Qualifikation für die zweite Runde hatte. Trainer Roger Lemerre schonte im dritten Spiel gegen Guinea einige wichtige Spieler für das Viertelfinale und so ging die Partie deutlich verloren.
Sambia war nach zwei Niederlagen schon vorzeitig ausgeschieden und gewann nur das letzte Spiel überraschend gegen Südafrika knapp mit 1:0.
Südafrika, WM-Gastgeber 2010, verabschiedete sich sang- und klanglos mit drei Niederlagen und 0:5-Toren aus dem Turnier. Interims-Trainer Ted Dumitru sollte nach einer gescheiterten WM-Qualifikation eigentlich für einen Aufschwung sorgen und wurde noch am Tag der Abreise aus Kairo entlassen.

### Gruppe D
| Pl. | Land     | Sp. | S | U | N | Tore    | Diff. | Punkte |
| --- | -------- | --- | - | - | - | ------- | ----- | ------ |
| 1.  | Nigeria  | 3   | 3 | 0 | 0 | 005:100 | +4    | 09     |
| 2.  | Senegal  | 3   | 1 | 0 | 2 | 003:300 | ±0    | 03     |
| 3.  | Ghana    | 3   | 1 | 0 | 2 | 002:300 | −1    | 03     |
| 4.  | Simbabwe | 3   | 1 | 0 | 2 | 002:500 | −3    | 03     |

|                                      |   |          |           |
| 23. Januar um 16:15 Uhr in Port Said |   |          |           |
| Nigeria                              | – | Ghana    | 1:0 (0:0) |
| 23. Januar um 19:00 Uhr in Port Said |   |          |           |
| Simbabwe                             | – | Senegal  | 0:2 (0:0) |
| 27. Januar um 16:15 Uhr in Port Said |   |          |           |
| Ghana                                | – | Senegal  | 1:0 (1:0) |
| 27. Januar um 19:00 Uhr in Port Said |   |          |           |
| Nigeria                              | – | Simbabwe | 2:0 (0:0) |
| 31. Januar um 18:00 Uhr in Port Said |   |          |           |
| Nigeria                              | – | Senegal  | 2:1 (0:0) |
| 31. Januar um 18:00 Uhr in Ismaïlia  |   |          |           |
| Ghana                                | – | Simbabwe | 1:2 (0:0) |

Nigeria gelangen drei knappe Siege. Eine geschlossene Mannschaftsleistung verhalf der Mannschaft von Trainer Christian Chukwu die Runde der letzten acht zu erreichen.
Senegal qualifizierte sich mit einem Sieg (2:0 gegen Simbabwe) und trotz zwei Niederlagen knapp vor Ghana.
Ghana, der WM-Neuling, verpasste den Einzug in die Finalrunde aufgrund eines Tores im Vergleich zu Senegal, gegen die Ghana 1:0 gewonnen hatte. Entscheidend für den WM-Teilnehmer Ghana war die 1:2-Niederlage im letzten Spiel gegen Simbabwe.
Simbabwe hatte als Tabellenletzter ebenfalls drei Punkte, aber mit 2:5 die schlechteste Tordifferenz in der Gruppe D.

## Finalrunde
Im Viertel- und Halbfinale, im Spiel um Platz drei und im Finale wird im K.-o.-System gespielt. Steht es bei den Spielen der Finalrunde nach der regulären Spielzeit von 90 Minuten unentschieden, kommt es zur Verlängerung von zweimal 15 Minuten und, falls nach Ende der Verlängerung immer noch kein Sieger feststeht, zum Elfmeterschießen.
|  | Viertelfinale                       | Viertelfinale                       |                                |                                 | Halbfinale                      | Halbfinale |  |  | Finale                         | Finale                         |
|  |                                     |                                     |                                |                                 |                                 |            |  |  |                                |                                |
|  | 3. Februar, 14:00 Uhr in Alexandria |                                     |                                |                                 |                                 |            |  |  |                                |                                |
|  | Guinea                              | 2                                   |                                |                                 |                                 |            |  |  |                                |                                |
|  | Guinea                              | 2                                   | 7. Februar, 18:00 Uhr in Kairo |                                 |                                 |            |  |  |                                |                                |
|  | Senegal                             | 3                                   |                                |                                 |                                 |            |  |  |                                |                                |
|  | Senegal                             | 3                                   | Senegal                        | 1                               |                                 |            |  |  |                                |                                |
|  |                                     |                                     | Senegal                        | 1                               |                                 |            |  |  |                                |                                |
|  |                                     | Ägypten                             | 2                              |                                 |                                 |            |  |  |                                |                                |
|  | Ägypten                             | Ägypten                             | 2                              | 4                               |                                 |            |  |  |                                |                                |
|  | Ägypten                             |                                     |                                | 4                               |                                 |            |  |  |                                |                                |
|  | DR Kongo                            | 1                                   |                                | 10. Februar, 17:00 Uhr in Kairo | 10. Februar, 17:00 Uhr in Kairo |            |  |  |                                |                                |
|  | 3. Februar, 18:00 Uhr in Kairo      | 3. Februar, 18:00 Uhr in Kairo      | Ägypten                        | 0 (4)                           |                                 |            |  |  |                                |                                |
|  | 4. Februar, 14:00 Uhr in Port Said  | 4. Februar, 14:00 Uhr in Port Said  |                                | Elfenbeinküste                  | 0 (2)                           |            |  |  |                                |                                |
|  | Nigeria                             | 1 (6)                               |                                |                                 |                                 |            |  |  |                                |                                |
|  | Tunesien                            | 1 (5)                               |                                |                                 |                                 |            |  |  |                                |                                |
|  | Tunesien                            | 1 (5)                               | Nigeria                        | 0                               |                                 |            |  |  |                                |                                |
|  |                                     |                                     | Nigeria                        | 0                               | Spiel um Platz 3                |            |  |  |                                |                                |
|  |                                     | Elfenbeinküste                      | 1                              |                                 |                                 |            |  |  |                                |                                |
|  | Kamerun                             | Elfenbeinküste                      | 1                              | 1 (11)                          | Senegal                         | 0          |  |  |                                |                                |
|  | Kamerun                             | 7. Februar, 14:00 Uhr in Alexandria |                                | 1 (11)                          | Senegal                         | 0          |  |  |                                |                                |
|  | Elfenbeinküste                      | 1 (12)                              |                                | Nigeria                         | 1                               |            |  |  |                                |                                |
|  | Elfenbeinküste                      | 1 (12)                              |                                |                                 | 1                               |            |  |  |                                |                                |
|  | 4. Februar, 18:00 Uhr in Kairo      | 4. Februar, 18:00 Uhr in Kairo      |                                |                                 |                                 |            |  |  | 9. Februar, 17:00 Uhr in Kairo | 9. Februar, 17:00 Uhr in Kairo |

### Viertelfinale
|                                       |   |                |                                   |
| 3. Februar um 14:00 Uhr in Kairo      |   |                |                                   |
| Guinea                                | – | Senegal        | 2:3 (1:0)                         |
| 3. Februar um 18:00 Uhr in Alexandria |   |                |                                   |
| Ägypten                               | – | DR Kongo       | 4:1 (2:1)                         |
| 4. Februar um 14:00 Uhr in Kairo      |   |                |                                   |
| Nigeria                               | – | Tunesien       | 1:1 n. V. (1:1, 1:0), 6:5 i. E.   |
| 4. Februar um 18:00 Uhr in Port Said  |   |                |                                   |
| Kamerun                               | – | Elfenbeinküste | 1:1 n. V. (0:0, 0:0), 11:12 i. E. |

Die zwei Favoriten auf den Titel, Nigeria und Tunesien, trafen bereits im Viertelfinale aufeinander. Im Elfmeterschießen gewann Nigeria gegen Titelverteidiger Tunesien mit 7:6 nach einer ausgeglichenen Partie. In der fünften Minute erzielte Victor Nsofor Obinna das 1:0 für Nigeria. In der 15. Minute wurde Ziad Jaziri im Strafraum gefoult, Jose Clayton verschoss den Elfmeter. In der 49. Minute erzielte der Innenverteidiger Karim Haggui den 1:1-Ausgleich. Dabei blieb es auch in der Verlängerung. Im Elfmeterschießen hielt der nigerianische Torhüter Vincent Enyeama zwei Elfmeter.
Gastgeber Ägypten hatte gegen Kongo vor 75.000 Zuschauern keine Probleme, das Halbfinale zu erreichen. Ahmed Hassan verwandelte in der 33. Minute einen Foulelfmeter zum 1:0 für Ägypten. In der 40. Minute konnte Hossam auf 2:0 erhöhen. Kongo gelang noch vor der Pause (45.+2) der Anschlusstreffer durch ein Eigentor von Abdelzaher El Saka. Emad Moteab zum 3:1 (59.) und Ahmed Hassan per Freistoß zum 4:1 (88.) entschieden die Partie.
Der Kapitän und Torjäger von Kamerun Samuel Eto’o verschoss den entscheidenden Elfmeter, nachdem alle elf Spieler angetreten waren. So verlor Kamerun 11:12 gegen die Elfenbeinküste. Didier Drogba erzielte für seine Mannschaft den entscheidenden Strafstoß; er hatte auch das 1:1 in der regulären Spielzeit geschossen.

### Halbfinale
|                                       |   |         |           |
| 7. Februar um 14:00 Uhr in Kairo      |   |         |           |
| Elfenbeinküste                        | – | Nigeria | 1:0 (0:0) |
| 7. Februar um 18:00 Uhr in Alexandria |   |         |           |
| Ägypten                               | – | Senegal | 2:1 (1:0) |

Die Elfenbeinküste gewann in Alexandria das erste Halbfinale gegen Nigeria mit 1:0 (0:0). Kapitän Didier Drogba erzielte den entscheidenden Treffer in der 47. Minute.
Als zweiter Finalist des Afrika-Cups 2006 stand der Gastgeber fest. Ägypten besiegte vor 75.000 Zuschauern in Kairo Senegal mit 2:1. Das 1:0 schoss der ägyptische Kapitän Ahmed Hassan per Elfmeter nach Handspiel in der 37. Minute. Nach der Pause wurden die Senegalesen stärker und glichen in der 51. Minute durch Mamadou Niang aus, bevor der Ägypter Amr Zaki in der 80. Minute zum 2:1 traf. In dem Spiel kam es zu einem Skandal, nach dem Ahmed Hossam, genannt Mido, in der 80. Minute ausgewechselt wurde. Mido legte sich mit dem ägyptischen Nationaltrainer Hassan Shehata an und wurde dafür vom Verband noch vor dem Finale suspendiert.

### Spiel um Platz 3
|                                  |   |         |           |
| 9. Februar um 17:00 Uhr in Kairo |   |         |           |
| Nigeria                          | – | Senegal | 1:0 (0:0) |

Das Spiel um Platz drei gewann Nigeria mit 1:0 gegen Senegal. Das entscheidende Tor für den zweimaligen Afrikameister erzielte der Spieler vom holländischen Ehrendivisionisten Roda Kerkrade, Garba Lawal, in der 79. Minute.

### Finale
|                                   |   |         |                      |
| 10. Februar um 17:00 Uhr in Kairo |   |         |                      |
| Elfenbeinküste                    | – | Ägypten | 0:0 n. V., 2:4 i. E. |

Beim Afrika-Cup 2006 besiegte der Gastgeber Ägypten die Elfenbeinküste mit 4:2 nach Elfmeterschießen. Mit diesem Titel ist das nordafrikanische Land die erste Mannschaft, die fünfmal die Kontinentalmeisterschaft in Afrika gewann.
Im mit 74.100 Zuschauern ausverkauften „International Stadion“ in der Hauptstadt Kairo waren in der regulären Spielzeit und auch in der Verlängerung keine Tore gefallen. Der erfolgreichste ägyptische Torschütze bei diesem Turnier, Ahmed Hassan, hatte in der 98. Minute einen Foulelfmeter an den Pfosten gesetzt. Das Spiel entschied im Elfmeterschießen vor allem der ägyptische Keeper Essam El Hadary, der die Elfmeter von Bakari Koné und Didier Drogba abwehrte.
- Ägypten: El Hadary; Said (113. Halim Ali), El Saka, Gomaa (21. A.Fathy), Abdelwahab; Barakat, Shawky, Abo Treka, Ahmed Hassan; Emad Motaeb (81. H. Mostafa), Amri Zaky
- Elfenbeinküste: Tizie; Eboue, Kolo Touré, Kouassi, Boka; Zokora, Yaya Touré (91. Bakari Koné), Faé, Akale (62. Kalou); Arouna Koné, Drogba

## Schiedsrichter
- Mohamed Benouza
- Coffi Codjia
- Lassina Paré
- Essam Abd el-Fatah
- Modou Sowe
- Evehe Divine
- René Louzaya
- Koman Coulibaly
- Abderrahim El Arjoun
- Mohamed Guezzaz
- Emmanuel Imiere
- Badara Diatta
- Eddy Maillet
- Shamsul Maidin
- Khalid Abdel Rahman
- Jerome Damon
- Mourad Daami

## Beste Torschützen
| Rang | Spieler                      | Tore |
| ---- | ---------------------------- | ---- |
| 1    | Samuel Eto’o                 | 5    |
| 2    | Ahmed Hassan                 | 4    |
|      | Francileudo Silva dos Santos | 4    |
|      | Pascal Feindouno             | 4    |
| 5    | Flávio da Silva Amado        | 3    |
|      | Emad Moteab                  | 3    |
|      | Didier Drogba                | 3    |

## Trivia
Die wirtschaftliche Dimension des Afrika-Cups 2006 war überschaubar. Zum Beispiel beliefen sich die gesamten Fernsehrechte weltweit für das Turnier auf fünf Millionen Euro. Zum Vergleich: Beim europäischen Pendant des Afrika-Cups, erhielten die Veranstalter rund 550 Millionen Euro.
Die Teilnehmer erhielten von der Organisatoren des Afrika-Cups 2006 ein Startgeld von umgerechnet etwa 100.000 Euro und eine Titelprämie von rund 300.000 Euro. Bei der Europameisterschaft 2004 wurden Startgelder und Spielprämien von 3,5 Millionen Euro für jede der 16 Nationen ausgezahlt.
Die Ticketpreise lagen bei 10 EGP (1,43 €) für das billigste Ticket und 900 EGP (85,94 €) für die teuerste Eintrittskarte. Die Preise variierten je nach Stadion und Spiel.
Der Sportfernsehsender Eurosport übertrug 27 der 32 Spiele live und exklusiv. Die Spiele wurden so in 54 Länder Europas, des Nahen Ostens sowie Nordafrikas gesendet, die Spiele wurden in 19 verschiedenen Sprachen angeboten. In den arabischen Ländern strahlten Al Jazeera Sports und ART alle 32 Spiele aus.
Das offizielle Maskottchen war ein Krokodil vom ägyptischen Fluss Nil mit dem zusammengesetzten Namen „Croconile“. Die grüne Farbe des Maskottchens repräsentierte die blühenden Landschaften Afrikas. Auf dem Bauch hatte es die rot-weiß-schwarzen Farben der Flagge des Gastgebers. Das Krokodil erinnerte mit seinem Pharaonenhut an die ägyptische Geschichte.